# Colonia la Virgen, Puebla
Colonia la Virgen är en ort i Mexiko.   Den ligger i kommunen Hueytamalco och delstaten Puebla, i den sydöstra delen av landet, 200 km öster om huvudstaden Mexico City. Colonia la Virgen ligger 419 meter över havet och antalet invånare är 344.
Terrängen runt Colonia la Virgen är kuperad åt nordväst, men åt sydost är den platt. Runt Colonia la Virgen är det ganska tätbefolkat, med 104 invånare per kvadratkilometer. Närmaste större samhälle är Tlapacoyan, 18,7 km sydost om Colonia la Virgen. Omgivningarna runt Colonia la Virgen är en mosaik av jordbruksmark och naturlig växtlighet.